# Ерік Ван'т Гоф
Ерік Ван'т Гоф (нід. Erik Van't Hof; нар. 12 листопада 1960) — колишній нідерландський тенісист.
Найвищу одиночну позицію світового рейтингу — 373 місце досяг 10 грудня 1984, парну — 105 місце — 12 листопада 1984 року.

## Титули на челленджерах
| Результат | Ранг | Рік  | Турнір                      | Покриття         | Партнер    | Суперники                   | Рахунок  |
| --------- | ---- | ---- | --------------------------- | ---------------- | ---------- | --------------------------- | -------- |
| Перемога  | 1.   | 1985 | Нагоя, Японія               | Відкритий/Тверде | Саші Менон | Сірато Хітосі Такеуті Ейдзі | 6–3, 6–2 |
| Перемога  | 2.   | 1985 | Вест-Палм-Біч, Флорида, США | Відкритий/Ґрунт  | Дерек Тарр | Леонардо Лаваль Хайме Їсага | 6–2, 6–0 |